# Marquette (Michigan)
Marquette település az Amerikai Egyesült Államok Michigan államában, Marquette megyében, melynek megyeszékhelye is. Lakosainak száma 20 629 fő (2020. április 1.).

## Népesség
A település népességének változása:

| 2010 | 21 355 |
| 2020 | 20 629 |